# Кудашево (Агрызский район)
Куда́шево (тат. Кодаш) — село в Агрызском районе Республики Татарстан, административный центр Кудашевского сельского поселения.

## География
Расположено в 24 км к юго-западу от Агрыза, на берегу реки Юринки.
Постановлением Кабинета Министров Республики Татарстан входит в перечень населённых пунктов, находящихся в отдалённых или труднодоступных местностях.

## История
Основные занятия жителей в этот период — ткачество, шитьё и продажа на рынках мешков.
В «Списке населённых мест Российской империи», изданном в 1876 году, населённый пункт упомянут как казённая деревня Кудашевой 2-го стана Елабужского уезда Вятской губернии, при речке Юранке, расположенная в 90 верстах от уездного города Елабуга. В деревне насчитывалось 62 двора и проживало 400 человек (192 мужчины и 208 женщин), действовала мечеть.
В 1887 году в деревне Кудашево Кудашевского сельского общества Больше-Кибьинской волости проживало 562 татарина в 106 дворах (300 мужчин и 262 женщины). Земельный надел деревни составлял 1670,2 десятины земли (в том числе 15,9 десятин усадебной земли, 428,9 десятин пашни, 115,8 десятин сенокоса, 4,1 — выгона, 891 десятина подушного леса и 187,4 — лесного надела, а также 27,1 десятины неудобной земли). У жителей имелось 149 лошадей, 139 коров и 176 единиц мелкого скота (овец, свиней и коз); 205 человек занимались местными промыслами (в том числе 174 кульёвщика), 27 — отхожими промыслами (в том числе 19 торговцев). Было 0 грамотных и 1 учащийся.
По переписи 1897 года в деревне проживало 677 человек (321 мужчина, 356 женщин), из них 659 магометан.
В 1905 году в деревне Кудашево проживало 719 человек (350 мужчин, 369 женщин) в 136 дворах.
В 1948 году — центр Кудашевского сельсовета.

## Население
| 1762 | 1859 | 1877 | 1897 | 1905 | 1920 | 1926 | 1938 | 1958 | 1970 | 1989 | 2002 | 2010 | 2015 |
| ---- | ---- | ---- | ---- | ---- | ---- | ---- | ---- | ---- | ---- | ---- | ---- | ---- | ---- |
| 80   | 400  | 562  | 677  | 719  | 994  | 848  | 864  | 316  | 295  | 309  | 279  | 250  | 228  |

### Национальный и гендерный состав
Национальный состав села — татары.
В 1887 году в деревне Кудашево проживало 562 татарина в 106 дворах (300 мужчин и 262 женщины).
По переписи 2010 года в селе проживало 250 человек (124 мужчины, 126 женщин).
Согласно результатам переписи 2002 года, в национальной структуре населения татары составили 90 %.

## Религия
Мечеть «Нур» (открыта 23 сентября 2006 года).